# Selfoss Karfa
El Körfuknattleiksfélag Selfoss (traducido como Club de Baloncesto Selfoss), conocido comúnmente como Selfoss o Selfoss Karfa, es un club islandés de baloncesto. Tiene su sede en la localidad de Selfoss, Islandia y actualmente juega en 1. deild karla.

## Historia
El club fue fundado el 24 de agosto de 2005 como Íþróttafélag FSu (en español Club Deportivo FSu). 
En 2008, el FSu ganó el ascenso a la Úrvalsdeild karla, la máxima categoría del baloncesto islandés, tras vencer al Valur Reykjavík en el playoff de la 1. deild karla.
Jugó dos temporadas consecutivas en la Úrvalsdeild karla hasta 2010, cuando descendió y regresó de nuevo a la 1. deild karla.
En 2012 cambió su nombre a Körfuknattleiksfélag FSu (en español Club de Baloncesto FSu). 
En 2015, el FSu venció al Hamar Hveragerði en el playoff de ascenso y se ganó el derecho de jugar la Úrvalsdeild karla por tercera vez en su historia.
La temporada 2015-16, tuvieron un balance de 3-19, acabando penúltimos de la liga y descendiendo de nuevo a la 1. deild karla.
El 5 de abril de 2018, el club cambió su nombre nuevamente a su actual, Körfuknattleiksfélag Selfoss, Selfoss-Karfa para abreviar.

## Nombres
- Íþróttafélag FSu: 2005-2012
- Körfuknattleiksfélag FSu: 2012-2018
- Körfuknattleiksfélag Selfoss: 2018-actualidad